# Flex (Unternehmen)

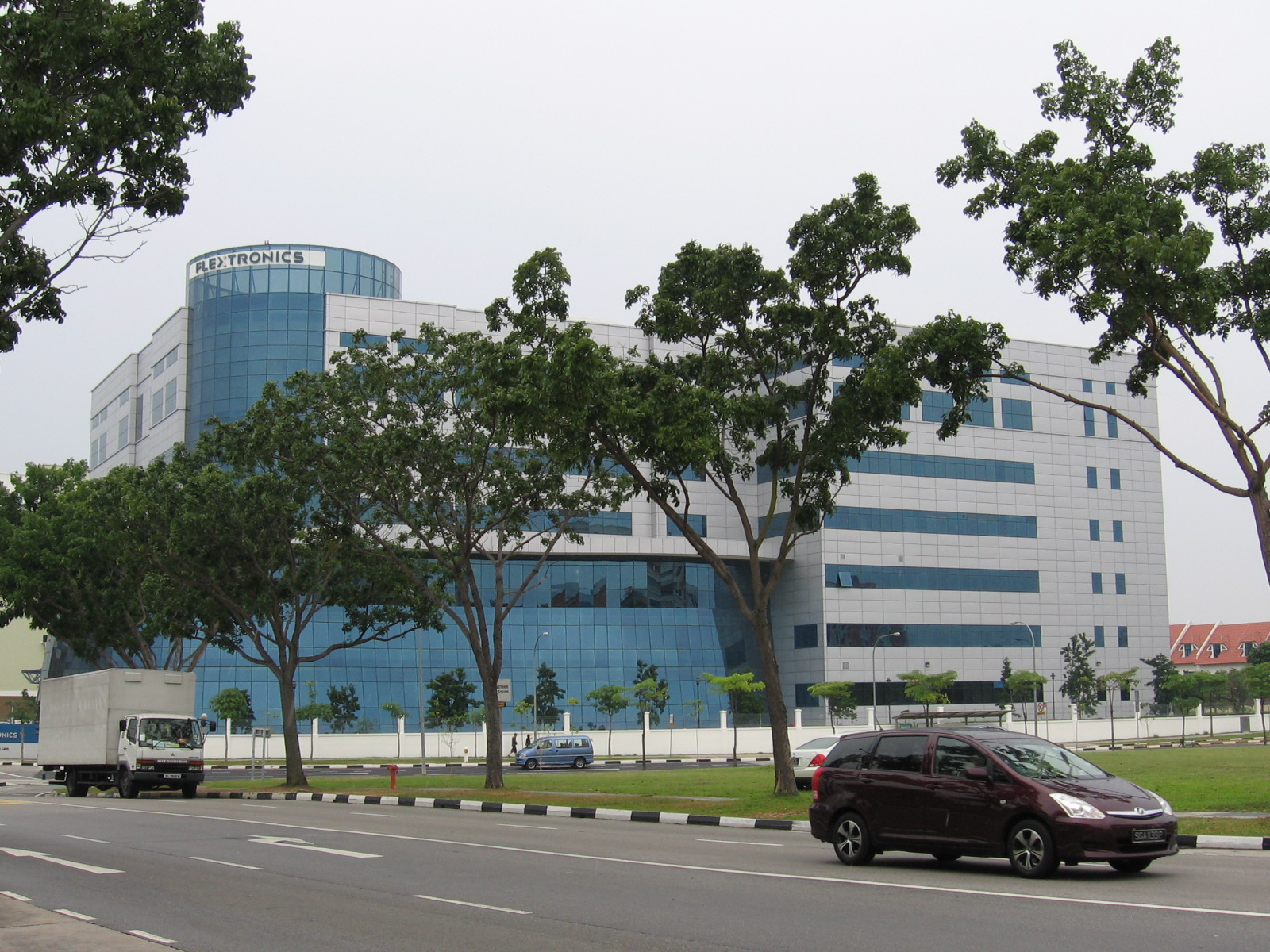
Sitz in Singapur

Logo bis 2015

Flex Ltd. (früher als Flextronics International Ltd. oder nur Flextronics bekannt) mit Sitz in Singapur und einer weiteren Verwaltungszentrale in San José, Kalifornien, ist ein börsennotierter, weltweit führenden Lohnfertiger für elektronische Ware (sog. Electronic Manufacturing Services (EMS)).
Das Unternehmen hat Niederlassungen in 30 Ländern und produziert als Auftragsfertiger für zahlreiche internationale Elektronik- und Hardware-Konzerne wie Hewlett Packard, Sony, Blackberry oder Lenovo vor allem Mobiltelefone und Server sowie Medizin-, Solar- und Luftfahrttechnik. CEO ist Revathi Advaithi.

## Geschichte
Das Unternehmen wurde 1969 von Joe McKenzie im Silicon Valley gegründet und verlegte seinen Sitz 1990 im Zuge einer fremdfinanzierten Übernahme nach Singapur. Flex besitzt eine Vielzahl von Fertigungsstätten in Niedriglohnländern wie China, hauptsächlich durch die Übernahme von anderen Unternehmen, wie etwa dem Mainboard- und Rechner-Hersteller Iwill in Taiwan Mitte 2006 oder dem US-Leiterplattenbestücker Solectron gegen Ende 2007. Im Jahr 2008 kaufte Flex den Netzteilhersteller FMP (Friwo Mobil Power) mit Sitz in Ostbevern, von der CEAG AG (heute FRIWO AG) und stieg so in die Produktion von Netzteilen für den Mobiltelefonhersteller Nokia ein.
Im Juli 2015 gab das Unternehmen bekannt, dass es seinen Firmennamen verkürzt und zukünftig unter "Flex" firmiert.
Die Aktien des Unternehmens werden an der NASDAQ gehandelt.

## Unternehmensbereiche
Flex ist in folgenden Geschäftsbereichen tätig:
- Unterhaltungselektronik
- Telekommunikation
- Medizintechnik
- Automotive bzw. Automobilindustrie
- Industrialisierung (Anlagenbau, Haustechnik, Haushaltsgeräte)
- Infrastruktur (Server, Router, Switches)

Flex’ Leistungen reichen von Produktdesign über Produktion und Logistik bis hin zu After Sales Service.
Das Unternehmen bietet seinen Kunden die Produktion aller elektronischen Komponenten. So wird für Microsoft die Spielkonsole Xbox 360 produziert, für Pharmaunternehmen fertigt Flex unter anderem EKG-Handys, für einen weiteren Kunden Elektromotorräder. In China werden Photovoltaikmodule produziert und im österreichischen Althofen Module für eine Fertigungslinie für Photovoltaikanlagen.

## Standorte
Das Unternehmen verfügt mit Stand 2018 über mehr als 100 Standorte in 30 Ländern. Der Schwerpunkt liegt auf Niedriglohnländern wie Brasilien, China, Indien, Malaysia, Mexiko, Polen, der Ukraine und Ungarn.
In Deutschland befindet sich ein Entwicklungsstandort für Automotive in Filderstadt bei Stuttgart.
In Österreich existiert ein Produktionsstandort in Althofen (Kärnten). Der Standort mit ca. 700 Mitarbeitern ist Leitbetrieb für Medizintechnik innerhalb des Konzerns. Seit 17. September 2013 ist dort auch die Europazentrale von Flex. Des Weiteren existiert ein Verwaltungsstandort am Wiener Flughafen. In Hartberg besteht ein Werk der AGM Durmont Austria. AGM Durmont ist eine Flex-Tochter, die Tufting Bodenbeläge und Teppiche für den Fußraum von Automobilen herstellt.
In der ungarischen Stadt Sárvár wurde 2016 in Kooperation mit Lenovo eine Serverfabrik errichtet.